# هارولد ویلیامز
هارولد ویلیامز (انگلیسی: Harold Williams; ۱ ژوئن ۱۸۹۷ – ۱۷ اکتبر ۱۹۷۱) فرد نظامی اهل بریتانیا بود. وی همچنین برندهٔ جوایزی همچون نشان امپراتوری بریتانیا و نشان حمام شده‌است.